# Liste des épisodes de Negima!
Cet article est un complément de l’article sur le manga Negima!. Il contient la liste des épisodes des séries télévisées d'animation Negima! et Shin Negima!?.
 (février 2025).
Si vous disposez d'ouvrages ou d'articles de référence ou si vous connaissez des sites web de qualité traitant du thème abordé ici, merci de compléter l'article en donnant les références utiles à sa vérifiabilité et en les liant à la section « Notes et références ».

## Negima!
| No | Titre français                                        | Titre japonais | Titre japonais                                    | Date de 1re diffusion |
| No | Titre français                                        | Kanji          | Rōmaji                                            | Date de 1re diffusion |
| -- | ----------------------------------------------------- | -------------- | ------------------------------------------------- | --------------------- |
| 1  | Un débutant a la place du maitre                      | I時間目        | Asinus in cathedra                                | 5 janvier 2005        |
| 2  | Tous les débuts sont difficiles                       | II時間目       | Omne initium est difficile                        | 12 janvier 2005       |
| 3  | Amants, fou                                           | III時間目      | Amantes, amentes                                  | 19 janvier 2005       |
| 4  | On n'est jamais mieux que chez soi                    | IV時間目       | Nullus est instar dimus                           | 26 janvier 2005       |
| 5  | La renommée vole                                      | V時間目        | Fama volat                                        | 2 février 2005        |
| 6  | Un précipice devant, un loup derrière                 | VI時間目       | A fronte praecipitium a tergo lupi                | 9 février 2005        |
| 7  | L'apparence des choses est trompeuse                  | VII時間目      | Fallaces sunt rerum species                       | 16 février 2005       |
| 8  | Une nuit attend chacun d'entre nous                   | VIII時間目     | Omnes una manet nox                               | 23 février 2005       |
| 9  | Je t'aurai, maudit lapin !                            | IX時間目       | Te capiam, cunicule sceleste!                     | 2 mars 2005           |
| 10 | Là où il y a l'harmonie, il y a la victoire !         | X時間目        | Ubi concordia, ibi victoria                       | 9 mars 2005           |
| 11 | Quand ils se taisent, ils crient                      | XI時間目       | Cum tacent clamant                                | 16 mars 2005          |
| 12 | Apprends ou va-t-en                                   | XII時間目      | Aut disce aut discede                             | 23 mars 2005          |
| 13 | Nous apprenons toute notre vie                        | XIII時間目     | Tamdiu discendum est, quamdiu vivas               | 30 mars 2005          |
| 14 | J'espère que le souvenir de notre amitié sera éternel | XIV時間目      | Amicitiae nostrae memoriam spero sempiternam fore | 6 avril 2005          |
| 15 | C'est dans le malheur qu'on reconnaît ses vrais amis  | XV時間目       | Amicus certus in re incerta cernitur              | 13 avril 2005         |
| 16 | L'amour et un rhume ne se cachent pas                 | XVI時間目      | Amor tussisque non celantur                       | 20 avril 2005         |
| 17 | Rien n'est difficile pour ceux qui s'aiment           | XVII時間目     | Nihil difficile amanti                            | 27 avril 2005         |
| 18 | L'amour ignore l'ordre                                | XVIII時間目    | Amor ordinem nescit                               | 4 mai 2005            |
| 19 | Les paroles s'envolent, les écrits restent            | XIX時間目      | Verba volant, scripta manent                      | 11 mai 2005           |
| 20 | À moins d'avoir la foi, tu ne comprendras pas         | XX時間目       | Nisi credidentis, non intelligentis               | 18 mai 2005           |
| 21 | Inutile de désespérer !                               | XXI時間目      | Nil desperandum!                                  | 25 mai 2005           |
| 22 | Difficile de plaisanter l'esprit triste               | XXII時間目     | Difficile est tristi fingere mente jocum          | 1er juin 2005         |
| 23 | N'oublie pas de mourir                                | XXIII時間目    | Memento mori                                      | 8 juin 2005           |
| 24 | Les armes comme les mots blessent                     | XXIV時間目     | Et arma et verba vulnerant                        | 15 juin 2005          |
| 25 | Mort certaine, heure incertaine                       | XXV時間目      | Mors certa, hora incerta                          | 22 juin 2005          |
| 26 | Pas pour toi, ni pour moi, mais pour nous             | XXVI時間目     | Non mihi, non tibi, sed nobis                     | 29 juin 2005          |

## Shin Negima!?
| No | Titre français | Titre japonais | Titre japonais | Date de 1re diffusion |
| No | Titre français | Kanji | Rōmaji | Date de 1re diffusion |
| -- | --- | --- | --- | --------------------- |
| 1  | Comment ça, 31 élèves d'un coup !? Par Negi | 「え〜っ、いきなり31人って言われても!」 by ネギ | E~h, Ikinari 31-nin tte Iwarete mo! by Negi | 4 octobre 2007        |
| 2  | On est obligé de faire ça pour le pacte provisoire ?! Par Asuna                                                                                     | 「うっそ、仮契約ってそんなことすんの!?」 by 明日菜 | Usso, Karikeiyaku tte Sonna Koto su n no!? by Asuna | 11 octobre 2007       |
| 3  | Alors c'est comme ça qu'on utilise la carte du pacte provisoire ! Par Evangeline                                                                    | 「ほー、仮契約カードはそうやって使うのか」 by エヴァ | Hoo, Karikeiyaku Kaado wa Sou Yatte Tsukau no ka by Eva | 18 octobre 2007       |
| 4  | Monsieur Negi… En fait, c'est ma première fois... Par Nodoka                                                                                        | 「先生……私初めてなんです……」 by のどか | Sensei...... Watashi Hajimete nan desu...... by Nodoka | 25 octobre 2007       |
| 5  | Vu les prix à Tokyo, difficile de signer un contrat provisoire! Par Konoka                                                                          | 「東京は敷金礼金高いなぁ、ゆーて仮契約ってそういう意味ちがうん?」 by 木乃香                                                                             | Tōkyō wa Shikikin Reikin Takai naa, yūte Karikeiyaku tte Sou iu Imi Chigaun? by Konoka | 1er novembre 2007     |
| 6  | Excusez-moi… On ne pourrait pas se contenter du front ou de la joue ? Par Setsuna                                                                   | 「すみません……おでこかほっぺで許してもらえないでしょうか?」 by 刹那                                                                                     | Sumimasen...... Odeko ka Hoppe de Yurushite Moraenai deshou ka? by Setsuna | 8 novembre 2007       |
| 7  | Il y a certaines choses qu'il faut éviter de voir et d'autres qu'il vaut mieux voir. Par Sayo                                                       | 「あの、見えなくていいこともあると思うんですけど、見えた方がいいことっていうのもあると思うんです」by さよ                                               | Anoo...Mienakute mo ii Koto ga Aru to Omou n desu kedo, Mieta Hou ga ii Koto tte iu no mo Aru to Omou n desu by Sayo | 15 novembre 2007      |
| 8  | Monsieur Negi, faites de nous des femmes… Par Fuka et Fumika                                                                                        | 「先生、私たちをオトナにしてください♥」 by 風香·史伽 | Sensei, Watashi-tachi o Otona ni shite kudasai♥ by Fuuka, Fumika | 22 novembre 2007      |
| 9  | Cachez-l'ame derrière une lame et vous serez incognito. Tel est la logique subtile et inimitable des idéogrammes. Par Kaede[réf. souhaitée]         | 「“心”を“刃”で隠して“忍”と読む。“本気”と書いて“マジ”と読むのとはチョット違うでござる」by 楓                                                             | Kokoro" o "Yaiba" de Kakushite "Shinobi" to Yomu. "Honki" to Kaite "Maji" to Yomu no to wa Chotto Chigau de Gozaru by Kaede | 29 novembre 2007      |
| 10 | Comment osez-vous vous accaparer M.Negi dans mon dos ?! Par Ayaka                                                                                   | 「私に隠れてネギ先生と?そんなこと絶対に認めませんわ!」 by あやか                                                                                        | Watakushi ni Kakurete Negi-sensei to? Sonna koto Zettai ni Mitomemasen wa! by Ayaka | 6 décembre 2007       |
| 11 | Ah bon, il y a des roses "Baron" ? C'est pas des pommes de terre ? Par Haruna                                                                       | 「へー男爵って薔薇の種類だったんだ。おイモかと思ってたよ」 by ハルナ                                                                                    | Hee Danshaku tte Bara no Shurui datta n da. O-imo ka to Omotteta yo by Haruna | 13 décembre 2007      |
| 12 | On a beau être raisonneur, c'est finalement le ressenti qui l'emporte. Par Yue                                                                      | 「まあ、いろいろと理屈をこねたところで、とどのつまりは気持ちひとつなわけですが」 by 夕映                                                                | Maa, Iroiro to Rikutsu o Koneta Tokoro de, Todo no Tsumari wa Kimochi Hitotsu na Wake desu ga by Yue | 20 décembre 2007      |
| 13 | L'important n'est pas de savoir si c'est un ressenti ou pas, mais si ça importune ma maîtresse. Par Chachamaru                                      | 「敵かどうかと言うことよりもマスターの邪魔かどうかが問題なのです」by 茶々                                                                               | Teki ka Dou ka to iu yori mo Masutaa no Jama ka Dou ka ga Mondai na no desu by Chachamaru Sorya Watashi tte Akarusa kurai shika Torie wa nai kedo Soko made Iwanakutatte sa... (Namida) by Makie Fushichō wa Honō o Abite Yomigaeru Aru! by Ku-Fei | 27 décembre 2007      |
| 14 | Face à la magie, même la science ne fait pas le poids. Franchement. Par Satomi                                                                      | 「科学理論も、魔法相手じゃあってないようなものです、はっきり言って」 by 葉加瀬                                                                          | Kagaku Riron mo, Mahou Aite ja Atte nai you na mono desu, Hakkiri Itte by Hakase | 4 janvier 2008        |
| 15 | Un retournement de situation imprévu, et voilà toute la classe en émoi. Par Mana Et moi ? Par Zazie 15/100 Par Mana                                 | 「予期せぬ展開で暮らすに動揺が広がってるな」 by 真名 「それって、どーよー?」 by ザジ 「15点」 by 真名                                                   | Yokisenu Tenkai de Kurasu ni Dōyō ga Hirogatteru na by Mana Sore tte, dōyō? by Zazie Jūgoten' by Mana | 10 janvier 2008       |
| 16 | Rivalité d'un jour ne dure pas toujours. Par Misa Qui aime bien châtie bien. Par Madoka On peut très bien dire blanc mais penser noir. Par Sakurako | 「昨日の敵は今日の友」 by 美砂 「喧嘩するほど仲がいい」 by 円 「いやよいやよも好きのうち!」 by 桜子                                                     | Kinō no Teki wa Kyō no Tomo by Misa Kenkasuru hodo Naka ga Ii by Madoka Iya yo Iya yo mo Suki no Uchi by Sakurako | 17 janvier 2008       |
| 17 | Natsumi, la famille est vraiment la reine du home run affectif. Par Chizuru Je comprends rien, grande sœur Chizu. Par Natsumi                       | 「夏美、家族はやっぱり絆のホームラン王ね」 by 千鶴 「全然わかんないよ、ちづ姉(涙)」 by 夏美                                                             | Natsumi, Kazoku wa Yappari Kizuna no Hōmuran-ō ne by Chizuru Zenzen wakannai yo, Chizu-nē (Namida) by Natsumi | 24 janvier 2008       |
| 18 | Dites un secret à un imbécile, il le répétera à coup sûr. Par Chisame Chiu-chiu va se fâcher aussi. Grrr ! Par Chiu                                 | 「秘密だっつーと喜んでバラしたがるやつがいるし!」 by 千雨 「ちうちうも怒っちゃうぞ〜♪ ぷんぷ〜ん♪」 by ちう                                             | Himitsu Dattsū to Yorokonde Barashitagaru Yatsu ga irushi! by Chisame Chiu Chiu mo Okocchau zō〜♪ Pun pū〜n♪ by Chiu | 31 janvier 2008       |
| 19 | C'est bon de retomber en enfance et de jouer. Même si ce n'est pas nécessaire. Par Kazumi                                                           | (「童心に返って遊ぶっていいよねー。童心に返んなくても遊ぶけどねー」 by 和美                                                                             | Dōshin ni Kaette Asobu tte Ii yo nē. Dōshin ni Kaennakute mo Asobu kedo nē. by Kazumi" | 7 février 2008        |
| 20 | "Plus c'est gros, plus c'est fade" ne s'applique pas à tout. Par Satsuki                                                                            | 「大きいと大味だって言うけど実はそうでもないんだよ」 by 五月                                                                                            | Ōkii to Ōaji da tte Iu kedo Jitsu wa Sou de mo nai n da yo by Satsuki | 14 février 2008       |
| 21 | Si t'es un homme, takamichi tes nouilles en silence. Ça veut rien dire ! Par Camo                                                                   | 「漢(おとこ)はだまってラーメンたかみち」 by 高畑 「なんだそりゃ!?」 by カモ                                                                             | Otoko wa Damatte Raamen Takamichi by Takahata Nanda Sorya!? by Kamo | 21 février 2008       |
| 22 | Tiens, il se passe des choses bizarres. Sûrement la fin du monde ! Par Linshen                                                                      | 「あいや、何やら妙なコト起こり始めたネ!コレ、きっと世界の終わりヨ!」 by 鈴音                                                                            | Aiya, Nanyara Myou na koto Okorihajimeta ne! Kore, Kitto Sekai no Owari yo! by Lingshen | 28 février 2008       |
| 23 | T'exagères, Negi ! Par Yûna Elle a raison. On est partenaires, non ? Par Ako                                                                        | 「ちょっとそれはないよ、ネギく〜ん」 by 裕奈 「そやで、うちらパートナーやんか!」 by 亜子                                                                | Chotto Sore wa nai yo, Negi-ku~n by Yuna So ya de, Uchira Paatonaa yan ka! by Ako | 7 mars 2008           |
| 24 | M.Negi, on a atteint le climax. Par Akira Rentrons tous ensemble, Negi. Par Misora                                                                  | 「ネギ先生、どうやらクライマックスです」 by アキラ 「みんなで一緒に帰ろうね、ネギくん!」 by 美空                                                        | Negi-sensei, Douyara Kuraimakkusu desu by Akira Minna de Issho ni Kaerou ne, Negi-kun! by Misora | 14 mars 2008          |
| 25 | Tout est bien qui finit bien ? Par le narrateur Qu'elle est belle la bonne entente. Par le directeur                                                | 「これにて、一件落着!?」 by 語りべ 「仲良きことは美しき哉」 by 学園長                                                                                   | Kore nite, Ikken Rakuchaku!? by Kataribe Naka Yoki Koto wa Utsukushiki kana by Gakuen-Chō | 21 mars 2008          |
| 26 | Ne soyez pas tristes, parce qu'on se reverra, c'est sûr ! Par Negi J'ai pas que ça à faire! Par Evangeline Motivée! Par Asuna                       | 「寂しいなんて言いません!だって、きっとまた会えると信じてますから!」 by ネギ 「フン、やってられるか」 by エヴァ 「よ〜し がんばるぞ〜」 by あすな(スカ) | Sabishii nante Iimasen! Datte, Kitto Mata Aeru to Shinjitemasu kara! by Negi Fun, yatterareruka by Eva Yooshi ganbaruzo by Asuna (Suka) | 28 mars 2008          |